# Онотрије
Онотрије (грч. Οἴνωτρος) је у грчкој митологији био најмлађи Ликаонов син. Емигрирао је из Аркадије у Италију где је основао колонију коју је назвао по себи, Онотрија. Према Варону, он је био краљ Сабињана, а његов брат се звао Итал. Према Диодору, он је био пратилац свог брата Пеукета са којим је стигао до Аусоније у Лацију.

## Митологија
Најбољи познаваоци римске историје међу којима је и Порције Катон, који се бавио проучавањем порекла италских градова, кажу да су Аркађани први од свих Грка који су прешли Јонски залив и населили Италију. Митологија каже да их је водио Онотрије, који је био пети краљ Пелопонеза, рођен седамнаест генерација пре тројанског рата, у време када су Грци основали колонију у Италији. Пошто је Ликаон имао двадесет и два сина, било је неопходно да Аркадију подели на толико делова. Онотрије је напустио Грчку, јер није био задовољан земљом коју је наследио од оца. Са бродовима је прешао Јонски залив са својим људима и братом Пеукетом. Прича се за тај народ да је био бројан у то време, као и многи други Грци који су имали мало земље. Пеукет је пристао уз Јапиге, што је био први део који су освојили и населили се тамо, а становници те области су названи Пеукти. Онотрије са великим делом људи и покретне имовине пловио је морем уз западну обалу Италије, које се тада називало Ауксонским (садашње Тиренско море), због Ауксона који су живели поред њега. Нашавши тамо пуно земље погодне за испашу стоке и орање, слабо насељене и то варварима које је отерао, саградио је мала насеља у планини постављена једна поред других, неуобичајено за то доба. Становници су названи Онотријци, што је трећи назив; раније су називани Езијци, па Ликонци.